# Institut Pierre Delbet
 (août 2016).
L'Institut Pierre Delbet est un fonds de dotation français privé à but non lucratif, fondé par Yvan Erbs en 2012.
Mettant en avant les travaux du Professeur Pierre Delbet, l'Institut Pierre Delbet place le magnésium au cœur de toutes ses recherches et travaux, afin de mettre en avant l'importance de celui-ci dans la prévention de certaines maladies, mais aussi d'approfondir les travaux du Professeur Pierre Delbet.

## Naissance de l'Institut Pierre Delbet
Yvan Erbs travaille depuis 1994, sur les causes de l’EPG (Explosion pandémique globale) qui touche une personne sur deux dans le monde. 
L’EPG est constituée principalement des maladies cardio-vasculaires, du cancer et du diabète, qui représentent à elles seules près de la moitié des décès mondiaux annuels.
En effet, sur une mortalité mondiale de 56,5 millions de personnes en 2012, l’OMS estime à 17,5 millions le nombre de décès imputables aux maladies cardio-vasculaires, soit 31 % de la mortalité mondiale totale, 8,2 millions de décès aux cancers, soit 14,5 % de la mortalité mondiale totale, et 1,5 million au diabète, soit 2,7 % de la mortalité mondiale totale.
Ces trois maladies représentent à elles seules 48,2 % de la mortalité mondiale totale.
S'ajoutent à l'EPG les maladies suivantes :
- l’ostéoporose qui concerne 250 millions de personnes[6]
- la dépression qui concerne 350 millions de personnes et qui est aujourd'hui la 1re cause d'incapacité dans le monde[7]
- la maladie d’Alzheimer
- la maladie de Parkinson
- la sclérose en plaques
- l’arthrose

Ces maladies ayant des points communs : mondiales, incontrôlables, massive, elles sont caractérisées par une croissance symétrique et une origine temporelle commune. Yvan Erbs envisage donc le fait que malgré leur origine apparemment multifactorielle, elles partagent un plus petit dénominateur commun.
En 2009, à la suite d'un voyage à Okinawa, l’une des 5 blue zones identifiées par Dan Buettner, et qui concentrent le plus grand nombre de centenaires en bonne santé, Yvan Erbs découvre les travaux du Professeur Pierre Delbet sur la prévention des cancers . À la suite de cette rencontre, il envisage une action plus large des process développés par Delbet, avec à la clé, la possible identification du plus petit dénominateur commun de l’EPG.
Pierre Delbet est, dans les années 1920, l’un des membres les plus éminents de l’Académie nationale de médecine de Paris. Il est professeur de clinique chirurgicale, de cancérologie, chercheur, fondateur de l’une des premières institutions au monde de lutte contre le cancer, et il est auteur de vingt-huit ouvrages sur la gestion de la fin de vie, l’alimentation, la chirurgie et la médecine…
En 1944, dans son livre Politique préventive du cancer, Pierre Delbet alerte l’opinion publique, les milieux scientifiques et les différents gouvernements sur l’existence d’une carence massive en magnésium dans l’alimentation des populations des pays développés, et sur ses conséquences majeures sur la santé publique.
Convaincu par la qualité des travaux de Delbet et par leur potentiel en matière de santé publique, Yvan Erbs travaille pendant 3 ans sur :
- La vérification des travaux de Delbet notamment en matière de renforcement du système immunitaire,
- L’identification de travaux récents confirmant l’approche de Delbet,
- L’élaboration d’outils de mesure des besoins quotidiens en magnésium en fonction du sexe, de l’âge, du poids, de l’activité physique, de l’environnement viral et microbien, du stress, et de la régulation de la température corporelle,
- L’identification de sources de magnésium ne présentant pas de toxicité, même à très forte dose (jusqu’à 40 gr/jour), compatible avec une supplémentation quotidienne, et dont la fabrication n’induit pas la présence de toxiques comme l’arsenic, le mercure, le plomb, l’aluminium, le cadmium, l’antimoine…
- La rédaction d’un ouvrage présentant notamment l’étude statistique la plus importante jamais réalisé sur la relation entre carence en magnésium des populations et fréquence des cancers, proposé par L.Robinet en 1929, établi sur la base de données gouvernementales et sur un échantillon de plusieurs millions de personnes, et présenté à l’académie de médecine le 29 avril 1930 par le Professeur Pierre Delbet.

À la suite de ce travail, Yvan Erbs décide de fonder en 2012 l'Institut Pierre Delbet.
L'Institut Pierre Delbet a pour principaux objectifs :
- La mise en avant des travaux du Professeur Pierre Delbet,
- La recherche en collaboration avec les milieux universitaires,
- Le développement de nouvelles approches en matière de santé publique,
- La mise en place de stratégies effectives en matière de prévention des maladies majeures,
- L’accès des populations à la santé quels que soient leurs revenus.

## Pierre Delbet Village à Moapé
« Pierre Delbet Village » est un programme alimentaire spécifique développé par l'Institut Pierre Delbet. Ce programme est en cours dans le village de Moapé (Nord d'Abidjan) depuis 2014. 
Le village de Moapé a été choisi pour ce programme car l'espérance de vie y est relativement faible : 54 ans.
Un échantillon de 1000 personnes souffrant de diverses maladies (paludisme, diabète, etc.) a reçu régulièrement depuis juin 2014 une supplémentation en magnésium afin de mesurer l'importance du magnésium dans la prévention et traitement de certaines maladies.

## Partenariat avec l'université Félix Houphouët-Boigny
Le partenariat signé en 2015 avec la plus grande université de Côte d’Ivoire, l’université Félix Houphouët-Boigny (Abidjan), permet le lancement de 2 études référentes sur la prévention des maladies cardiovasculaires et du diabète, et d’organiser les « Delbet Awards » qui récompenseront les travaux de scientifiques ouest africains dont les applications impacteront le développement économique de l’Afrique de l’Ouest. Ce partenariat permettra également la rédaction du premier guide nutritionnel destiné aux populations ivoiriennes. 